# Сенаторы от департамента Иль и Вилен
В соответствии с законодательством Франции избрание сенаторов осуществляется коллегией выборщиков, в которую входят депутаты Национального собрания, члены регионального и генерального советов, а также делегаты от муниципальных советов. Количество мест определяется численностью населения. Департаменту Иль и Вилен в Сенате выделено 4 места. В случае, если от департамента избирается 3 и более сенаторов, выбор осуществляется среди списков кандидатов по пропорциональной системе с использованием метода Хэйра. Список кандидатов должен включать на 2 имени кандидата больше, чем число мандатов, и в составе списка должны чередоваться мужчины и женщины.

## Результаты выборов 2020 года
В выборах сенаторов 2020 года участвовали 5 списков кандидатов и 2598 выборщиков.
|  | Лидер списка     | Политическая направленность                                 | Получено голосов | %     | Кол-во мест | +/- (к 2014 г.) |
|  | ---------------- | ----------------------------------------------------------- | ---------------- | ----- | ----------- | --------------- |
|  | Франсуаза Гатель | Республиканцы, Союз демократов и независимых, Разные правые | 1 083            | 42,34 | 2           | 0               |
|  | Сильви Робер     | Социалистическая партия                                     | 672              | 26,27 | 1           | -1              |
|  | Даниэль Сальмон  | Европа Экология Зелёные, Демократический бретонский союз    | 508              | 19,86 | 1           | +1              |
|  | Анн Пато         | Вперёд, Республика!                                         | 226              | 8,84  | 0           | 0               |
|  | Жиль Пеннель     | Национальное объединение                                    | 69               | 2,70  | 0           | 0               |

## Результаты выборов 2014 года
В выборах сенаторов 2014 года участвовали 8 списков кандидатов и 2497 выборщиков.
|  | Лидер списка     | Политическая направленность                                             | Получено голосов | %     | Кол-во мест | +/- (к 2008 г.) |
|  | ---------------- | ----------------------------------------------------------------------- | ---------------- | ----- | ----------- | --------------- |
|  | Доминик де Лег   | Союз за народное движение, Союз демократов и независимых, Разные правые | 1 019            | 41,69 | 2           | +1              |
|  | Жан-Луи Туренн   | Социалистическая партия                                                 | 876              | 35,84 | 2           | -1              |
|  | Жан-Франсис Ришё | Союз демократов и независимых, Разные центристы                         | 189              | 7,73  | 0           | 0               |
|  | Даниэль Сальмон  | Европа Экология Зелёные                                                 | 181              | 7,41  | 0           | 0               |
|  | Жиль Пеннель     | Национальный фронт                                                      | 81               | 3,31  | 0           | 0               |
|  | Эрве Эон         | Левый фронт                                                             | 43               | 1,76  | 0           | 0               |
|  | Жюльен Шампен    | Демократический бретонский союз                                         | 37               | 1,51  | 0           | 0               |
|  | Жан-Жак Паж      | Разные                                                                  | 18               | 0,74  | 0           | 0               |

## Сенаторы (2020-2026)
- Франсуаза Гатель (Союз демократов и независимых), мэр города Шатожирон
- Доминик де Лег (Республиканцы), мэр коммуны Ле-Пертр
- Сильви Робер (Социалистическая партия), первый вице-президент Регионального Совета Бретани, вице-мэр Ренна
- Даниэль Сальмон (Европа Экология Зелёные), вице-мэр города Сен-Жак-де-ла-Ланд

## Сенаторы (2014-2020)
- Доминик де Лег (Союз за народное движение/Республиканцы), мэр коммуны Ле-Пертр
- Франсуаза Гатель (Союз демократов и независимых), мэр города Шатожирон
- Жан-Луи Туренн (Социалистическая партия), президент Генерального совета департамента Иль и Вилен
- Сильви Робер (Социалистическая партия), первый вице-президент Регионального Совета Бретани, вице-мэр Ренна

## Сенаторы (2008-2014)
- Доминик де Лег (Союз за народное движение), мэр коммуны Ле-Пертр
- Эдмон Эрве (Социалистическая партия), мэр Ренна
- Виржини Кле (Социалистическая партия), мэр города Шатобур
- Жаки Ле Мен (Социалистическая партия), вице-президент Генерального совета департамента Иль и Вилен